# NGC 4565

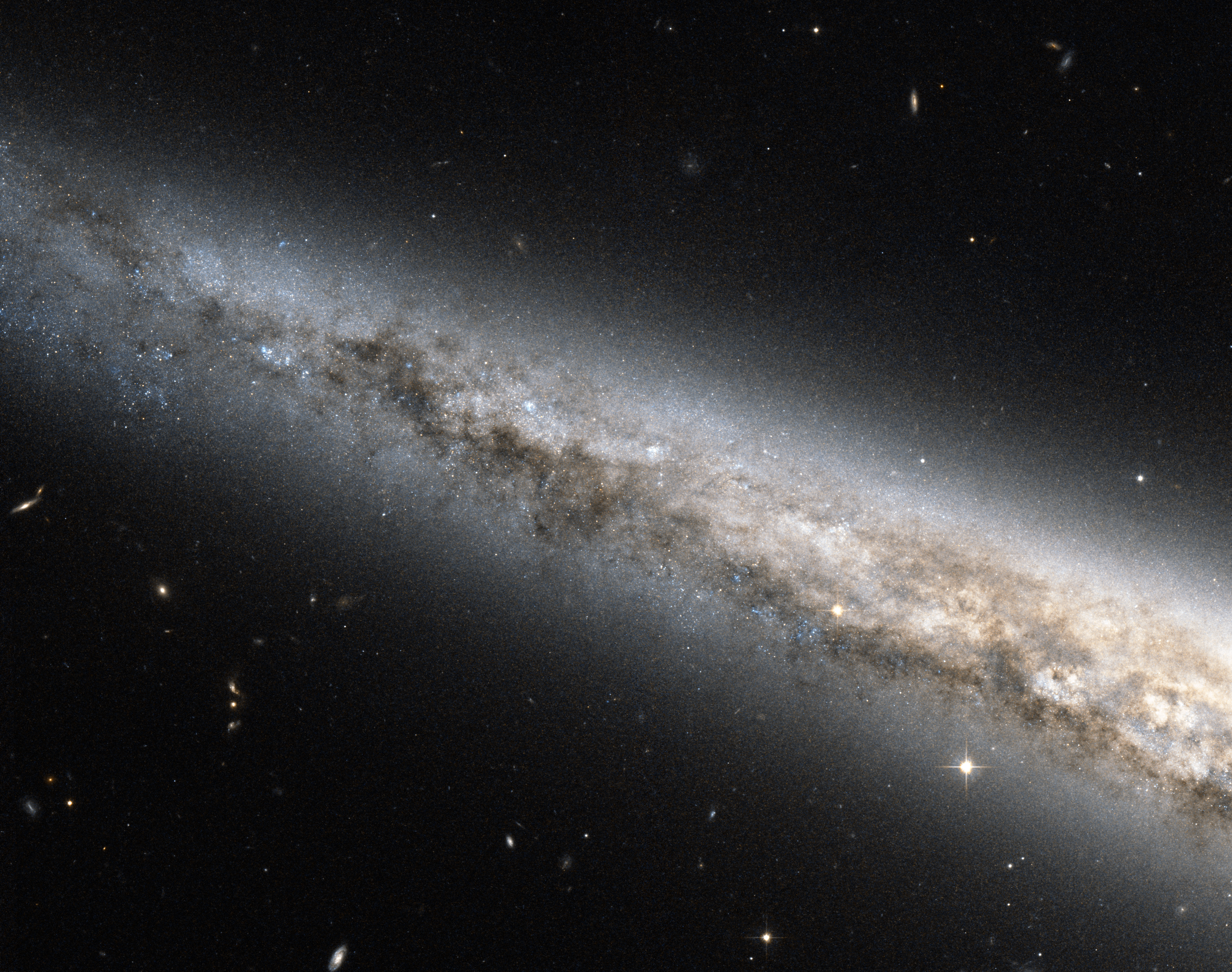
NGC 4565 (Telescopio spaziale Hubble)

NGC 4565 (nota anche come C 38 o Galassia Ago) è una galassia a spirale nella costellazione della Chioma di Berenice.
Si individua con facilità 2,5 gradi a sud-est della stella γ Comae Berenices; si presenta perfettamente di taglio, così appare come un lungo fuso. Visibile anche con modesti strumenti, in telescopi da 200mm di apertura la vista è stupenda: per l'intera lunghezza della galassia è ben evidente una fascia oscura, in posizione leggermente asimmetrica rispetto al nucleo, che la rende straordinariamente simile alla nostra Galassia, alla quale per altro si avvicina sia come forma reale, sia come dimensioni. Dista dalla Via Lattea circa 52 milioni di anni-luce.